# Edgard Varèse
Edgard Varèse (París, 22 de desembre de 1883 - Nova York, 6 de novembre de 1965) fou un compositor francès, un dels innovadors del segle xx per l'ús de música electrònica en les seves composicions.
Va estudiar amb Vincent d'Indy a la Schola Cantorum de París (1903-1905) i amb Charles Widor al Conservatori de París (1905-1907). Va viatjar a Berlín, on va conèixer Strauss i Busoni. El 1913 va tornar a París, però el 1915 va emigrar a Nova York. La seva primera obra (ja que va destruir les seves obres anteriors) és Amériques per a gran orquestra (1921), amb reminiscències de Debussy i Stravinski.
El 1921, amb Carlos Salzedo i el mecenatge de Gertrude Vanderbilt Whitney, va fundar la International Composers' Guild. A més, aquesta dona també va finançar bona part de la seva obra. Va interpretar algunes de les seves obres per a conjunts petits, principalment vents i percussió, on va presentar de forma compacta les innovacions d'Amèriques: Hyperprism (1923), Octandre (1923 i amb coreografia anys més tard de Félix Blazka) i Intégrales (1925). Amb Arcana (1927) va retornar a l'orquestra i va posar fi al seu període més productiu. Durant aquest període a Nova York va donar lliçons i entre altres alumnes va tenir a Ignacio Fernández Esperón.
Va residir a París durant cinc anys, durant els quals va escriure Ionisation per a orquestra de percussió (1931). També es va interessar pels instruments electrònics i va compondre per a dos Theremins o ones Martenot a Equatorial per a baix, metalls, teclat i percussió (1934). Densitat 21.5 (1936) va ser la seva última obra completada en les dues dècades següents. Durant aquest temps va fer plans per a Espace, obra que faria ús simultani d'ones de ràdio de tot el món. Durant els anys 1950 a més de compondre donava lliçons, tenint entre els seus alumnes a Luc Ferrari. Gràcies al desenvolupament de la música electrònica, va produir Déserts, per a vent, percussió i cinta (1954) i un Poème électronique (1957-1958). Els seus últims anys es va dedicar a projectes sobre la nit i la mort, com Nocturnal, obra inconclusa, per a cor i orquestra de cambra (1961).
Les seves obres han influenciat a compositors d'avantguarda com Frank Zappa i Henry Dixon Cowell.

## Biografia
Varèse va passar una part de la infància a París i una altra part a Borgonya, on hi tenia familiars materns, regió amb la qual tenia un vincle molt estret. De fet, la seva primera obra orquestral la va anomenar Bourgogne. El 1893 la família Varèse s'instal·là a Torí, on el seu pare –Henri Varèse-, pretenia que el seu fill Edgar estudiés una carrera comercial, el va encaminar cap als estudis de matemàtiques i enginyeria. Però Edgar es va oposar a la voluntat del seu pare i va començar els estudis musicals amb Giovanni Bolzoni el 1900 i ben aviat ja compongué una òpera pels seus companys d'escola.
Va marxar a París el 1903 i l'any següent entrà a la Schola Cantorum, on els seus mestres foren Albert Roussel (composició, contrapunt i fuga), Charles Bordes (música pre-clàssica), i Vincent d'Indy (direcció). El 1905 va deixar la Schola Cantorum per a anar a classes de composició amb Charles-Marie Widor al Conservatori.
Dos anys després, el 1907, va deixar París per anar a Berlín. Allà conegué a Hofmannsthal, qui va donar a conèixer la música de Varèse a Richard Strauss i aquest va convèncer el director d'orquestra Josef Stránský per interpretar Bourgogne amb la Blüthner-Orchester de Berlín el 1910. A partir d'aquí començà a tenir molts contactes amb els músics més importants del moment. Va fer diverses visites a París, on va conèixer Rolland i Debussy, a qui va mostrar l'atonalisme de Schönberg (Varèse havia sentit Pierrot Lunaire el 1912 a Berlín).
El 1913 tornà a París, deixant molts dels seus manuscrits a Berlín, on foren destruïts degut a un incendi a casa seva. A París va conèixer a Jean Bertrand i el seu instrument elèctric, el dyanphone, i va prendre molt interès amb aquest.
Allà també va contactar amb artistes com Apollinaire, Satie i Cocteau, però aviat, el 1916, va deixar Europa i es va establir a Nova York. El 1918 comença la que seria la seva obra principal, Amériques per a gran orquestra. Posteriorment compongué Hyperprisme (1922) per a vents i percussió, Arcanes (1927) per a gran orquestra, Ionisation (1929-1931) per a 13 percussionistes i Densité 21,5 (1935).
El seu treball Déserts (1954) integra sons gravats en cinta amb instruments de vent, percussió i piano. Poème électronique (1958) es va presentar a l'exposició mundial de Brussel·les.
Va participar en la fundació del Gremi Internacional de Compositors l'any 1921 i l'Associació Panamericana de Compositors l'any 1927.
El 1962 va ser elegit per l'Institut Nacional d'Arts i Lletres, la Reial Acadèmia Sueca de Música, i va rebre el Premi Arts Creatives de la Universitat de Brandeis. Un any després va rebre el primer premi Koussevitsky de gravació internacional. Va morir el 6 de novembre de 1965.

## Obra
Va ser un explorador incansable de les noves tècniques i de les seves possibilitats d'aplicació al llenguatge musical. En la seva faceta compositiva es veia a si mateix com un investigador del desconegut, i considerava que la música era un "art científic", una disciplina pròxima a les matemàtiques en què el compositor havia de col·laborar amb científics per dur a terme els seus projectes.
Va ser influenciat des de molt jove per Satie, Debussy, Berlioz i R. Strauss, així com per Busoni. Des de molt aviat es va veure atret per les propietats físiques del so que va voler explorar a través de les seves composicions, fins al límit, i la seva influència va durar dècades, essent pioner de l'electroacústica. Fixava la seva atenció en algunes de les seves qualitats: el timbre instrumental (color), utilitzat des de la forma més agressiva al major refinament i en gran varietat d'instruments; el ritme, primitiu i generador d'àmplies dinàmiques gairebé sempre abruptes.
Ambdues qualitats sonores condicionaren el seu entusiasme pels mitjans electrònics i les noves sonoritats: Theremin, ones Martenot, cinta magnètica pre-gravada, que li va permetre desenvolupar la seva idea d'espai sonor. I per acabar convé indicar una constant en les seves estructures musicals: la idea fixa, unes vegades una simple nota i la seva apoiatura, repetitiva, com a base de desenvolupament.

## Aportació a la música
L'any 1919 va fundar la Nova Orquestra Simfònica, una agrupació amb l'objectiu de difondre la música moderna. El 1921 va crear el Gremi de Compositors Internacionals juntament amb l'artista francoamericà Carlos Salzedo. Aquesta organització, que es mantingué activa durant sis anys, organitzava concerts amb obres de compositors contemporanis com Schönberg, Stravinski, Alban Berg, Webern o el mateix Varèse.
Després del cessament de les activitats de l'organització, Varèse va contribuir a fundar la Societat Panamericana de Compositors (1928-34), dedicada a promocionar la música experimental als Estats Units, Amèrica Llatina i Europa.
Entre 1928 i 1933 va tornar a traslladar la seva residència a París. En aquesta època es va començar a interessar per l'estudi de les possibilitats dels instruments electrònics i, amb les seves indicacions, l'enginyer rus León Theremin va crear l'instrument que porta el seu nom, el theremin. El 1937 va començar a donar classes de composició i orquestració en una escola d'art de Santa Fe, i l'any següent es va traslladar a Los Ángeles i posteriorment a Nova York. Allí va fundar l'any 1943 el Gran Cor de Nova York, que es va mantenir en actiu fins a 1947 i el seu repertori estava centrat en la música coral renaixentista i barroca. Després de la dissolució del cor, Varèse va acceptar un lloc de lector de composició a la Universitat de Colúmbia (Nova York), a més d'assistir com a professor al curs d'estiu de música contemporània de Darmstadt el 1950.
En la dècada dels anys cinquanta, Varèse va aconseguir fer realitat alguns dels projectes que s'havia planejat gràcies a l'obtenció d'una gravadora Ampex. Aquest aparell li va permetre recopilar sons per a les parts de la cinta magnètica de la seva obra Déserts, que va ser completat als estudis de la RTF (Radiodiffusion-Télévision Française) el 1954 i estrenà aquell mateix any a París.

## Obres que han sobreviscut
- Un grand sommeil noir (P. Verlaine), lv, pf (1906)
- Amériques, orch, ?1918–1921
- Philadelphia, Academy of Music, 9 April 1926, Philadelphia Orchestra, cond. Stokowski; rev. 1927, Paris, Maison Gaveau, 30 May 1929, Orchestre des Concerts Poulet, cond. Poulet; later revs. incorporated in edn by Chou Wen-chung (1973)
- arr. by composer for 2 pfs 8 hands c 1922-1927
- Offrandes, S, small orch, 1921:
- Chanson de là-haut (V. Huidobro), La croix du sud (J.J. Tablada); New York, Greenwich Village Theater, 23 April 1922, N. Koshetz, cond. C. Salzedo
- Hyperprism, 9 wind, 7 perc, 1922–3
- New York, Klaw Theater, 4 March 1923, cond. Varèse
- Octandre, fl + pic, cl + E♭ cl, ob, bn, hn, tpt, trbn, db, 1923
- New York, Vanderbilt Theater, 13 Jan 1924, cond. R. Schmitz; ed. Chou (1980)
- Intégrales, 11 wind, 4 perc, 1924–5
- New York, Aeolian Hall, 1 March 1925, cond. Stokowski; ed. Chou (1980)
- Arcana, orch, 1925–7
- Philadelphia, Academy of Music, 8 April 1927, Philadelphia Orchestra, cond. Stokowski; rev. 1960
- Ionisation, 13 perc, 1929–31
- New York, Carnegie Hall, 6 March 1933, cond. Slonimsky
- Ecuatorial (prayer from Popol Vuh of Maya Quiché, trans. Father Jimines), B (solo/unison chorus), 8 brass, pf, org, 2 ondes martenots, 6 perc, 1932–4
- New York, Town Hall, 15 April 1934, C. Baromeo, cond. Slonimsky
- Density 21·5, fl, 1936
- New York, Carnegie Hall, 16 Feb 1936, Barrère
- Etude pour Espace, chorus, 2 pf, perc, 1947
- New York, New School for Social Research, 23 Feb 1947, cond. Varèse
- Déserts, 14 wind, pf, 5 perc, 2-track tape, ?1950–54, Paris, Théâtre des Champs-Elysées, 2 Dec 1954, Orchestre National, Radiodiffusion-Télévision Française, cond. Scherchen; tape rev. 1960, 1961, 1961
- La procession de Vergès (tape for film Around and About Joan Mirò, dir. T. Bouchard), 1955
- Poème électronique, 3-track tape, 1957–8
- Philips Pavilion, Brussels Exposition, 2 May 1958
- Nocturnal (from A. Nin: The House of Incest, meaningless syllables by Varèse), S, B chorus, small orch, 1961, inc.; New York, Town Hall, 1 May 1961, cond. Craft; ed. and completed from notes and sketches by Chou (1973)

## Projectes sense acabar
- The One-All-Alone (stage work, L. Varèse), 1927
- L'astronome (stage work, writers involved at various times incl. A. Artaud, P. Carpentier, J. Desnos, Giono), 1928–9 [for scenario by Varèse see Ouellette]
- Espace (A. Malraux involved 1937), chorus, orch, 1929–c1940 [for scenario by Varèse see Miller]
- Metal, S, orch, 1932
- Dans la nuit (Michaux), chorus, 15 brass, org, 2 ondes martenot, perc, 1955–61
- Nocturnal II (Nuit) (from Nin: The House of Incest), S, fl, ob, cl, 1/2 tpt, 2 trbn, perc, db, 1961–5

## Obres perdudes
- Martin Pas (op, Varèse, after J. Verne), boys' vv, mand, c1895
- Works of c1905–5:
- Apothéose de l'océan, sym. poem; Chanson des jeunes hommes, orch; Colloque au bord de la fontaine; Dans le parc; Poème des brumes; Prélude à la fin d'un jour, after L. Deubel, orch; Souvenir (Deubel); 3 Pieces, orch; 2 rhythmic prose pieces (Deubel)
- Rhapsodie romane, orch, 1905–6
- pf version perf. Paris, 1906
- Bourgogne, sym. poem, 1908
- Bluthner Orchestra, cond. Stransky, Berlin, Bluthner Hall, 15 Dec 1910
- destroyed by Varèse, c1962
- Gargantua, sym. poem, inc.
- Mehr Licht, orch, 1911
- preworked as Les cycles du nord, orch, 1912
- Oedipus und die Sphinx (op, H. von Hofmannsthal), 1909–13